# Augusto Taiocchi
Augusto Taiocchi (Ponteranica, 12 agosto 1950 – Ponteranica, 3 giugno 2010) è stato un pilota motociclistico italiano.

## Biografia
Nel 1968 Taiocchi inizia a gareggiare con una Moto Morini con la quale partecipa a nove gare, ottenendo otto primi posti ed un secondo posto, l'anno successivo inizia con la stessa motocicletta per passare poi a una Puch con la quale disputa quattro gare, sostituita poi da una KTM. I primi successi comprendono la medaglia d’argento delle Valli Bergamasche.
Nel 1970 lascia la scuderia Careter e passa al Gruppo Sportivo Fiamme Oro con cui nel 1971 vince il primo titolo italiano nella classe 175 cm³, nello stesso anno partecipa alla Sei Giorni Internazionale di Enduro con la Ducati 450 RT ottenendo la medaglia d'oro.
Nel 1972 si dedica al motocross nelle categorie 125 e 250, ritornando nel 1973 all'enduro con una KTM 250 con cui ottiene il campionato italiano.
Il 23 giugno 1973 partecipa alla 25ª Valli Bergamasche e si classifica al secondo posto, mentre, sempre nello stesso anno, si classifica al primo posto alla Sei Giorni disputata a Dalton (U.S.A.).
Nel 1974 inizia a gareggiare nel campionato Europeo dove, in Cecoslovacchia, ottiene un secondo posto nella classe 350. Sempre nel 1974 vince la 26º Valli Bergamasche in sella ad una KTM 350 cm³, e conquista il titolo del campionato italiano nella classe oltre 175 cc, quest'ultimo ripetuto anche l'anno successivo.
Nel 1976 vince nuovamente la "Valli Bergamasche" e ottiene il titolo europeo nella classe 250 cc. Nel 1978 partecipa alla "Sei Giorni" disputata in Svezia dove ottiene un secondo posto nella classe 350 cc.
Nel 1979 in "KTM Farioli" vince il campionato italiano, quello europeo e la Sei Giorni disputata in Germania nella classe 350 cc. Il 1980 ricalca quasi integralmente l’annata precedente, mentre nell'anno successivo gareggia alla Sei Giorni disputata sull'Isola d’Elba, dove, con la squadra nazionale, vince il trofeo mondiale per la terza volta consecutiva.
Nel 1982 vince il campionato italiano nella classe 500 cc, successo ripetuto l'anno successivo con la KTM 340 cc e nel 1984 con la KTM 600.
Nel 1987 vince il suo tredicesimo campionato italiano in sella all'Husqvarna 500 cc.
Nel 1988 termina la sua carriera agonistica a livello internazionale e nel 1994 ne inizia una nuova nel campionato "moto d’epoca", dove ottiene svariati successi sino al termine della sua partecipazione, nell'anno 2000.
Augusto Taiocchi è morto, sempre a Ponteranica dove era nato, nel 2010 a quasi sessant'anni.

## Palmares
| Titoli europei - 2 (1979 nella 350, 1980 nella 500)                                     |
| Titoli italiani assoluti - 1 (1979 su Ktm 500)                                          |
| Titoli italiani di classe - 10                                                          |
| Titoli Fmi di classe - 1 (1968 su Moto Morini 125)                                      |
| Vittorie a squadre alla Sei Giorni - 1979 in Germania - 1980 in Francia - 1981 all’Elba |
| Vittorie alla Valli Bergamasche - 5 (1974, 1976, 1977, 1980, 1982)                      |
| Vittorie assolute al Trofeo Revival - 7 (1994-1995-1996-1997-1998-1999-2000)            |

## "Onore al Capitano" Tributo ad Augusto Taiocchi
Il Dakariano Claudio Terruzzi, ha organizzato una manifestazione in onore di Augusto Taiocchi. A Montecampione, il 15 aprile 2017, 52 piloti che hanno corso con lui, si sono affrontati in una bellissima "prova speciale".